# Stachyanthus
Genre
Stachyanthus est un genre de plantes de la famille des Icacinaceae.

## Liste d'espèces
Selon Catalogue of Life (27 septembre 2017) :
- Stachyanthus cuneatus Engl. ex Sleum.
- Stachyanthus devredii Boutique
- Stachyanthus donisii (Boutique) Boutique
- Stachyanthus occidentalis (Keay & Miege) Boutique
- Stachyanthus zenkeri Engl.

Selon NCBI (27 septembre 2017) :
- Stachyanthus zenkeri

Selon The Plant List (27 septembre 2017) :
- Stachyanthus cuneatus Engl.
- Stachyanthus donisii (Boutique) Boutique
- Stachyanthus occidentalis (Keay & J.Miège) Boutique
- Stachyanthus zenkeri Engl.

Selon Tropicos (27 septembre 2017) (Attention liste brute contenant possiblement des synonymes) :
- Stachyanthus donisii (Boutique) Boutique
- Stachyanthus martii DC.
- Stachyanthus nigeriensis S. Moore
- Stachyanthus obovatus S. Moore
- Stachyanthus occidentalis (Keay & É. Miège) Boutique
- Stachyanthus zenkeri Engl.